# 2017—2018年南太平洋熱帶氣旋季
2017－18年南太平洋熱帶氣旋季，泛指在2017年7月至2018年6月內的任何時間，於南太平洋所產生的熱帶氣旋。大部份於南太平洋的熱帶氣旋通常都會於11月至4月期間形成。
本條目的範圍僅侷限於赤道以南，東經160度以東的南太平洋水域。在南太平洋產生的熱帶氣旋是由斐濟和新西蘭命名，而美国聯合颱風警報中心會把在該地區的熱帶低氣壓的編號以P字母作結。此風季出現一副熱帶風暴罕見地於智利以西海域形成。
以下各熱帶氣旋資訊以熱帶氣旋存在期間的最強形態為準。

## 已被國際命名的熱帶氣旋

### 強烈熱帶氣旋吉塔（Gita）
2月3日，斐濟氣象局 (FMS) 開始監測熱帶擾動 07F，該擾動在位於所羅門群島霍尼亞拉東南約 435 公里（270 英里）的低壓槽內形成。在接下來的幾天裡，該系統在瓦努阿圖北部附近不穩定地移動，並且仍然組織不良，對流位於低層環流中心的南部。該系統於 2 月 5 日開始向東南移動，朝向斐濟群島和進一步發展的有利環境。該系統隨後於2月 8日從該島國附近經過，在那裡發展成為熱帶低氣壓，並開始向東北方向移動到薩摩亞群島。2月9日，美國聯合颱風預警中心 (JTWC) 對該系統發出警告，並將其指定為熱帶氣旋09P，因為 ASCAT 圖像顯示它的風速為65-75公里/小時（40-45 英里/小時）。它的北半圓。FMS隨後將該系統命名為熱帶氣旋 Gita，這是在美國國家氣象局帕果帕果天氣預報辦公室出於預警和人道主義原因要求提前命名該系統之後。

吉塔被命名後，在經過薩摩亞和美屬薩摩亞 100 公里（60 英里）範圍內之前，它迅速增強為澳大利亞熱帶氣旋強度等級的 1 類熱帶氣旋，隨後進行了長時間的快速增強。經過薩摩亞群島後，吉塔轉向東南，然後向南。2月10日，Gita 迅速增強為澳大利亞級別的3級強熱帶氣旋，同時穿越 28-29 °C (82-84 °F) 異常溫暖的海面溫度。2 月 11 日，吉塔繼續增強為 4 級強熱帶氣旋。與此同時，梵歌在南邊的副熱帶高壓脊的影響下轉向西行。 2 月11日大約 10:00 UTC（23:00 TOT），氣旋在接近其峰值強度的湯加塔普以南約 30 公里（20 英里）處經過，成為澳大利亞規模的強大 5 級氣旋；基於 RSMC Nadi 的澳大利亞等級和 JTWC 使用的 Saffir-Simpson 等級，最大 10 分鐘持續風速為 205 公里/小時（125 英里/小時）。與此同時，聯合颱風預警中心估計 1 分鐘持續風速峰值為 230 公里/小時（145 英里/小時）。 這使得 Gita 成為有史以來襲擊湯加的最強氣旋。

## 未被國際命名的熱帶氣旋
除了被命名的熱帶氣旋外，還有一些沒被命名的熱帶低氣壓和被聯合颱風警報中心認為是熱帶風暴的熱帶氣旋。以下列出那些熱帶氣旋的資料。

### 副熱帶氣旋莱西（Lexi）
2018年5月4日，一個確定為副熱帶氣旋的系統在120°W以東形成，標準來講並非屬於南太平洋熱帶氣旋，而是屬於東南太平洋熱帶氣旋，距離智利海岸僅幾百英里，澳洲研究人員非正式地將風暴命名為Lexi。旋風形成於沒有區域專業氣象中心的地區，因此沒有被正式分類。 5月9日，NOAA的衛星服務部門將系統歸類為弱副熱帶風暴 ，儘管發生在涼爽的海面溫度（低於20°C）下，但是熱力學確實支持對流。

## 風暴名稱
本年未用名稱以灰色表示，黑體字表示今年已經使用過，粗體名稱表示該風暴活躍中，橙色表示下一個即將使用的熱帶氣旋名稱。
| - Fehi - Gita - Hola - Iris - Josie | - Keni - Liua（未用） - Mona（未用） - Neil（未用） - Oma（未用） |

## 外部連結
- 世界氣象組織（页面存档备份，存于）
- 澳洲氣象局（页面存档备份，存于）
- 斐濟氣象部門（页面存档备份，存于）
- 紐西蘭氣象局（页面存档备份，存于）
- 聯合颱風警報中心（页面存档备份，存于）